# Tuulikki Pyykkönen
Sisko Tuulikki Pyykkönen (Puolanka, 25 de noviembre de 1963) es una deportista finlandesa que compitió en esquí de fondo.
Ganó una medalla de bronce en el Campeonato Mundial de Esquí Nórdico de 1997, en la prueba de relevo. Participó en cuatro Juegos Olímpicos de Invierno, entre los años 1988 y 1998, ocupando el séptimo lugar en Nagano 1998, en la misma prueba.

## Palmarés internacional
| Campeonato Mundial | Campeonato Mundial  | Campeonato Mundial | Campeonato Mundial |
| Año                | Lugar               | Medalla            | Prueba             |
| ------------------ | ------------------- | ------------------ | ------------------ |
| 1997               | Trondheim (Noruega) | Medalla de bronce  | Relevo 4 × 5 km    |